# Buchenberg, Bayern
Buchenberg är en köping (Markt) i Landkreis Oberallgäu i Regierungsbezirk Schwaben i förbundslandet Bayern i Tyskland.